# Konsumentenrente

Ökonomische Wohlfahrt ohne Staatseingriff.
KR Konsumentenrente
PR Produzentenrente
S Angebot (engl. Supply)
D Nachfrage
p_{GG} Gleichgewichtspreis
x_{GG} Gleichgewichtsmenge

Die Konsumentenrente (englisch consumer surplus) ist in der Volkswirtschaftslehre und Wohlfahrtstheorie die Differenz zwischen der maximalen Zahlungsbereitschaft eines Konsumenten für ein Gut oder eine Dienstleistung und dem Marktpreis. Pendant ist die Produzentenrente.

## Allgemeines
Die Konsumentenrente ist mithin ein vom Konsumenten zurückbehaltener, nicht ausgegebener Kaufpreis und damit ein Nutzenzuwachs. Sind die Zahlungsbereitschaft des Konsumenten und der gezahlte Preis identisch, ist die Konsumentenrente gleich null. Die Konsumentenrente ist eine ökonomische Rente, der die Produzentenrente gegenübersteht. Gemeinsam sind diese die wesentlichen Bausteine zur Bestimmung der ökonomischen Wohlfahrt.

## Geschichte
Jules Dupuit gilt als erster, der 1844 die Thematik der Konsumentenrente erforschte, ohne den Begriff zu verwenden. Der subjektive Nutzen (französisch utilité absolute) ist Depuit zufolge das größte Opfer, das ein Käufer für den Erwerb eines Gutes zu zahlen bereit ist. Dupuit verwendete für die Konsumentenrente die Bezeichnung „relativer Nutzen“ (französisch utilité relative), der nicht für alle Konsumenten gleich ist, sondern von deren Einkommen und Vermögen, von der Verbrauchsintensität, von den Preisen anderer Güter und von anderen Umständen abhängt. Die Abstufungen des Nutzens können nach Dupuit von den Produzenten dazu benutzt werden, mit Hilfe von Preisdifferenzierungen einen Markt in Teilmärkte aufzuspalten, um einen möglichst großen Gewinn zu erzielen. Der unterschiedliche Nutzen, den ein einziges Gut stiften kann, ist Dupuis zufolge der Grund für die Entstehung der Konsumentenrente.
Von Alfred Marshall ging die Popularisierung des Begriffs der Konsumentenrente aus. Er verwendete die Konsumentenrente 1890 in seiner Wohlfahrtsökonomik als Wohlfahrtsmaßstab. Er verstand unter der Konsumentenrente die Differenz zwischen dem Betrag, den ein Käufer für eine bestimmte Menge maximal auszugeben bereit ist, und dem Betrag, den er tatsächlich zahlt.
John R. Hicks hat 1941 versucht, die in der Volkswirtschaftslehre vernachlässigte Konsumentenrente zu rehabilitieren und sie mit Hilfe der modernen Indifferenzkurventechnik neu zu interpretieren.

## Alternative Definitionen
Anders ausgedrückt ist sie die Differenz zwischen der individuellen Wertschätzung eines Gutes und dem Marktpreis bzw. misst sie, um wie viel einzelne Personen insgesamt besser gestellt werden, weil sie auf dem Markt Güter kaufen können.
Beim Preis von 2 € für ein Brot, für das der Kunde (Konsument) 3 € bereit ist zu zahlen, entsteht eine Konsumentenrente von 1 €.
Beispiele

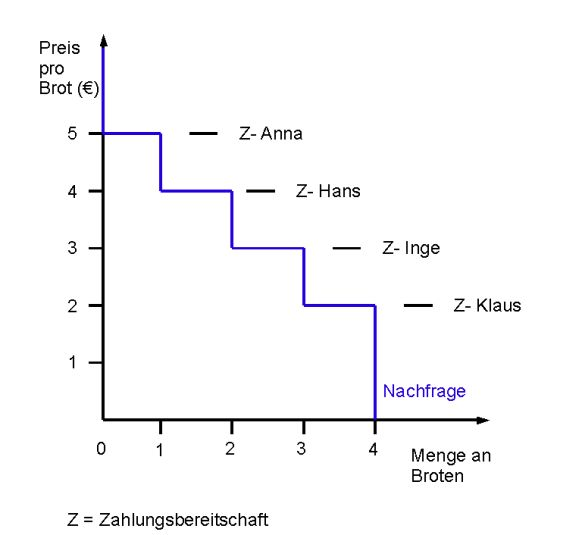

Anna isst gern Brot. Auch wenn das Brot teurer wäre, als es tatsächlich der Fall ist, würde sie es dennoch essen. Wahrscheinlich weniger, aber sie würde nicht ganz darauf verzichten. Man könnte nun fragen: Was ist es Anna „wert“, dass sie Brot in der von ihr gewünschten Menge konsumieren kann? Lässt sich dies in Euro und Cent ausdrücken?
Um den Wert des Konsums von Brot bestimmen zu können, muss man die Situation mit Brot mit der Situation ohne Brot vergleichen. Nehmen wir an, der Preis für Brot wäre so hoch, dass Anna auf den Konsum von Brot verzichtet. Dies wird als Situation ohne Brot definiert. Nun kann man fragen, wie Anna den Unterschied zwischen der hypothetischen Situation ohne Brot und der tatsächlichen Situation mit Brot in Euro und Cent bewerten würde. Dieser Betrag wird als Konsumentenrente bezeichnet.
Jeder einzelne Konsument bewertet den Konsum von Brot anders. Im folgenden Diagramm können wir die unterschiedlichen Zahlungsbereitschaften von einzelnen Konsumenten sehen.
- Beispiel: Bei einer Online-Auktion entdeckt ein Besucher ein Objekt, für das er 100 Euro zu zahlen bereit wäre. Er ersteigert es jedoch schon für 75 Euro – die Rente für ihn als Konsument beträgt dann 25 Euro.

Der Maximierung der Konsumentenrente zu Lasten der Anbieter können diese mit Hilfe der Preis- oder Produktdifferenzierung entgegenwirken, um ihrerseits die Rente des Konsumenten möglichst weitgehend abzuschöpfen, etwa indem er zwei Produktvarianten anbietet, die sich jeweils an verschiedene Zielgruppen mit unterschiedlicher Zahlungsbereitschaft richten.
- Beispiel: Ein Kino bietet Karten für Studenten, Schüler und Berufstätige zu unterschiedlichen Preisen an. Hier wird versucht, die in der Regel höhere Konsumentenrente Berufstätiger möglichst gut abzuschöpfen.

Deutlich wird bei diesen Überlegungen auch, dass der Wert eines Gutes aus Kundensicht an dessen Zahlungsbereitschaft gemessen werden muss, da diese seinen Nutzen aus diesem Gut widerspiegelt. Aus der Sicht des Anbieters bemisst sich der Wert des Gutes dagegen an dem erzielbaren Preis. Wertsteigerungsstrategien des Marketings und des Supply-Chain-Managements sind deshalb einerseits darauf gerichtet, dem Kunden einen möglichst hohen Nutzen zu bieten und andererseits das Angebot so auszugestalten, dass die Zahlungsbereitschaft des Kunden möglichst weitgehend ausgeschöpft wird (Nutzenorientierte Preisbildung).

## Berechnung

Man kann die Konsumentenrente für den einzelnen Konsumenten oder für den gesamten Markt bestimmen.
In der unteren Grafik ist die Ermittlung der individuellen Konsumentenrente von Anna dargestellt. Anna besitzt eine Zahlungsbereitschaft von 5 €, der Gleichgewichtspreis liegt jedoch nur bei 4 €.
Folglich erzielt sie eine Konsumentenrente von 1 € (5 € - 4 € = 1 €). In der Grafik ist diese durch die gelbe Fläche gekennzeichnet.

Im Nachfolgenden betrachten wir das Beispiel unter veränderten Bedingungen. Der Gleichgewichtspreis liegt nun bei 3 €. Annas Konsumentenrente erhöht sich dadurch auf 2 € (5 € - 3 € = 2 €). Hans gewinnt eine Konsumentenrente von 1 € (4 € - 3 € = 1 €). Das gelbe Rechteck zeigt die Konsumentenrente von Anna, das grüne Rechteck die von Hans. Es ist möglich, die Konsumentenrenten beider Personen zu addieren. Anna und Hans erzielen gemeinsam eine Konsumentenrente in Höhe von 3 € (2 € + 1 € = 3 €).
Werden alle individuellen Konsumentenrenten addiert, erhält man ein Maß der aggregierten Konsumentenrente in einem Markt. Die blaue Fläche in der unteren Grafik stellt die aggregierte Konsumentenrente dar.
Diese Formel gilt für die aggregierte Konsumentenrente, bei einer linearen Nachfragekurve:
{\displaystyle KR={\frac {(p_{\text{max}}-p^{*})\cdot x^{*}}{2}}}
{\displaystyle x}: Menge
{\displaystyle p_{\text{max}}}: Reservationspreis
{\displaystyle p^{*}}: Gleichgewichtspreis
{\displaystyle x^{*}}: Gleichgewichtsmenge
Für dieses Beispiel berechnet sich die Konsumentenrente wie folgt:
KR = ((6 € - 3 €) · 30 Stück)/2 = 45 €
Sie ist am größten, wenn die Bedingungen der vollkommenen Konkurrenz auf dem Markt gegeben sind.
Für allgemeinere Angebots- und Nachfragefunktionen kann die Formel für eine lineare Nachfragekurve nicht mehr angewendet werden, da die Fläche unter der Nachfragekurve {\displaystyle D(p)} kein Dreieck mehr darstellt. Die Konsumentenrente lässt sich in diesem Fall als folgendes Integral darstellen
{\displaystyle KR=\int _{p^{*}}^{p_{\text{max}}}D(p)\,\mathrm {d} p\,,}
wobei die Nachfrage beim Reservationspreis null beträgt. Alternativ kann die Konsumentenrente als Integral über die inverse Nachfragefunktion ermittelt werden:
{\displaystyle KR=\int _{0}^{x_{\text{max}}}p(x)\,\mathrm {d} x\,-p^{*}\cdot x^{*}},
wobei {\displaystyle x_{\text{max}}} die Sättigungsmenge ist.

## Anwendung

Durch die aggregierte Konsumentenrente kann man den Gesamtvorteil, den die Konsumenten beim Kauf von Gütern in einem Markt erzielen, messen.
In Verbindung mit der Produzentenrente können Kosten und Vorteile alternativer Marktstrukturen, sowie staatliche Eingriffe, die das Verhalten der Konsumenten und Unternehmen in diesem Markt verändern, bewertet werden.
Durch die Addition der aggregierten Konsumentenrente und der aggregierten Produzentenrente erhält man als Summe die Wohlfahrt der Gesellschaft; auch als „Ökonomische Rente“ bezeichnet.
Zur Verdeutlichung betrachten wir die Einführung einer Konsumsteuer. Diese ist von den Anbietern pro Stück zu entrichten. Fraglich ist, welche Auswirkungen diese Erhebung auf die Konsumentenrente, Produzentenrente und letztendlich auf die Wohlfahrt hat.
Ausgangspunkt stellt die folgende Grafik dar. Das Marktgleichgewicht befindet sich bei der Gleichgewichtsmenge q1 und dem Gleichgewichtspreis p1. Ein natürliches Marktgleichgewicht ist Pareto-optimal, d. h., der Markt befindet sich in einem Zustand, in dem kein Individuum besser gestellt werden kann, ohne zugleich ein anderes Individuum schlechter zu stellen.
Aufgrund der Konsumsteuer verschiebt sich die Angebotskurve nach oben. Es entsteht ein neues Marktgleichgewicht bei x1 und p1+t. D. h. der Preis ist gestiegen und die Menge gesunken.
Als Folge der Steuer nimmt sowohl die Konsumentenrente, als auch die Produzentenrente ab. Die Konsumentenrente sinkt, weil die Konsumenten einen Teil der Steuerlast zahlen müssen (der Preis ist gestiegen) und weil die Konsumenten weniger konsumieren als im natürlichen Gleichgewicht. Die verlorenen Renten werden durch das blaue Rechteck und das rote Dreieck dargestellt. Das blaue Rechteck fällt dem Staat als Steuereinnahmen zu, das rote Dreieck geht dabei völlig verloren. Es wird als dead-weight-loss oder auch Wohlfahrtsverlust bezeichnet.

## Wirtschaftliche Aspekte
Die Güternachfrage generiert auf dem Gütermarkt Wohlfahrt in Form der Konsumentenrente, das Güterangebot in Form der Produzentenrente. Ziel von Nachfragern ist die Abschöpfung der Produzentenrente, Ziel von Anbietern ist die Abschöpfung der Konsumentenrente. Das Maximum der Konsumentenrente ist bei vollkommener Konkurrenz erreicht, wenn die Preise den Grenzkosten der Produzenten entsprechen. Die Produzentenrente ist deshalb nicht mit dem Gewinn identisch, denn sie ist die Differenz zwischen Marktpreis und Grenzkosten. Die Güterallokation auf dem Gütermarkt ist effizient, wenn die Summe aus Konsumenten- und Produzentenrente ihr Maximum erreicht.
Nach anfänglicher Bedienung zahlungskräftiger Kunden, die höhere Preise bezahlt haben, können im Rahmen der Preispolitik durch die schrittweise Preissenkung neue Kundengruppen erschlossen werden. Für diese entsteht beim Kauf eine Konsumentenrente, sofern sie auch den höheren Preis bezahlt hätten. Bei den Kunden, die höhere Preise gezahlt haben, wird die Konsumentenrente dagegen abgeschöpft oder niedrig gehalten. Als weitere Vorteile dieses Skimming Pricing gelten eine relativ frühe Kostendeckung, ein vorhandener Preissenkungsspielraum sowie eine denkbare Gleichsetzung von Preisniveau und Produktqualität aus Sicht der Kunden.
Die Konsumentenrente ist jedoch ein problematischer Wohlfahrtsmaßstab. Es ist kaum möglich, die Konsumentenrenten aller Konsumenten zu aggregieren und daraus eine Art sozialer Wohlfahrtsmaßstab zu ermitteln. Das würde voraussetzen, dass etwa eine Einkommenserhöhung um 100 Euro von jedem Wirtschaftssubjekt gleich bewertet wird. Vom Bettler wird sie jedoch viel höher bewertet als von einem Millionär. Zudem können Wohlfahrtswirkungen infolge von induzierten Änderungen anderer Güterpreise – wie sie sich insbesondere bei Komplementär- und Substitionsgütern ergeben – durch die Konsumentenrente nicht erfasst werden.

## Arbeitsrente
Unter Arbeitsrente kann man – analog zur Konsumentenrente – den Überschuss des Arbeitslohns über das in Geld ausgedrückte Arbeitsleid verstehen.